# Levend stratego
Levend stratego is een afgeleide van het bordspel stratego. Het wordt gespeeld met twee partijen van ongeveer gelijke grootte (bijvoorbeeld: rood en blauw).

## Doel van het spel
Het doel van het spel is om de "vlag" van de tegenpartij te veroveren.

## Benodigdheden
Je hebt nodig: 
- (geplastificeerde) kaartjes van elk strategostuk (van elk stuk 4 blauwe en 4 rode kaartjes) of een set spelkaarten
- een stuk stof of papier, dat dient als vlag
- twee begeleiders/scheidsrechters
- eventueel afzetlint of touw

## Het spel spelen

### Voorbereidingen
De blauwe en de rode groep krijgen ieder een stuk papier of stof (de vlag), en verstoppen die. Deze mag echter niet helemaal verborgen zijn, er moet wel wat van te zien zijn. Iedere groep kiest een bunker: de plaats waar de begeleider van het team plaats neemt. De kaartjes worden door de begeleider/scheidsrechter blind uitgedeeld aan de teamleden. Het spel kent in ieder geval de volgende kaartjes.
| Rang       | Bijzonderheid                                                                      |
| ---------- | ---------------------------------------------------------------------------------- |
| Bom        | Is alleen te verslaan door de rang Mineur, verslaat alle anderen. Mag niet tikken. |
| Maarschalk | Is alleen te verslaan als de rang Spion deze speler aantikt.                       |
| Generaal   |                                                                                    |
| Kolonel    |                                                                                    |
| Majoor     |                                                                                    |
| Kapitein   |                                                                                    |
| Luitenant  |                                                                                    |
| Sergeant   |                                                                                    |
| Mineur     | Verslaat de rang Bom.                                                              |
| Verkenner  | Mag als enige meerdere stappen in een beurt zetten                                 |
| Spion      | Verslaat de rang Maarschalk als de rang Spion deze tikt.                           |
| Vaandel    | Is geen rang in dit spel, maar een verstopt vaandel.                               |

### Begin van het spel
De beide partijen gaan de vlag van de tegenstander zoeken. Deze kan verdedigd worden doordat er bijvoorbeeld een blauwe speler een rode tikt. Dan laten de spelers elkaar hun kaartje zien. De andere spelers mogen dit niet zien, om vals spelen te voorkomen. De sterkste krijgt het kaartje van de tegenstander en brengt dat naar zijn eigen bunker en geeft het aan de begeleider/scheidsrechter. De speler die zijn kaartje kwijt is haalt een nieuw kaartje bij zijn bunker. Als beide spelers even sterk zijn, wisselen zij van kaartje en halen beide een nieuw kaartje. Rond de bunker geldt een 'veilig gebied', waar spelers elkaar niet kunnen tikken, bijvoorbeeld 4 m² rond het punt van de bunker (dit kan gemarkeerd worden door bijvoorbeeld rood-wit lint of met oranje pionnen). In dit gebied mogen spelers alleen komen om een kaartje te brengen of te halen. Teamleden mogen samenwerken door kennis over de rang van de tegenstander te delen. Bijvoorbeeld door op een Bom van de tegenstander iemand met het kaartje Mineur af te sturen. 

### Einde van het spel
Wanneer de vlag van de tegenpartij is gevonden, moet deze naar de eigen bunker gebracht worden. Als een speler de vlag heeft, mag deze nog wel getikt worden. Pas als de vlag in de andere bunker ligt, is het spel voorbij en haalt de winnende groep zijn vlag op. Het spel kan eventueel opnieuw worden gespeeld.

## Varianten
Er zijn enkele varianten om de levende variant leuk te houden voor alle spelers. Bijvoorbeeld:
- de regels schrijven voor dat de bom níét mag bewegen en zelf tikken, waardoor de speler zich op een plaats zouden moet settelen. Dit wordt echter door de meeste spelers als vrij vervelend ervaren, dus past men de regels voor de bom vaak een klein beetje aan: de bom mag wel lopen, maar niet tikken.
- voor kleine kinderen kunnen de regels worden vereenvoudigd, door niet alle tekens van stratego te nemen, maar alleen twee of drie verschillende.
- een andere versie die vaak wordt gedaan is dat in plaats van strategotekens speelkaarten worden uitgedeeld. Hierbij is elk team een ander soort kaartspel, en gaat de volgorde van sterkte van 2 naar aas. Eventueel kan er nog een of twee azen uit het spel worden gehaald.
- nog een andere versie is die waarbij de spelers kaartjes met een nummer krijgen. Spelers kunnen in deze versie geëlimineerd worden door hun nummer af te roepen. Degene diens nummer wordt afgeroepen dient dan zijn of haar kaartje in te leveren en doet niet meer mee. Op deze manier blijven er dan steeds minder spelers van een team over om de vlag te veroveren.
- Er zijn ook varianten van levend stratego met marinerangen en middeleeuwse standen. Hierbij zijn de benamingen en eventueel de figuren op de speelkaarten anders maar zijn de spelregels hetzelfde als bij de reguliere versie. Daarbij zijn de benamingen als volgt:

|    | Reguliere variant | Marinevariant                  | Middeleeuwse variant |
| -- | ----------------- | ------------------------------ | -------------------- |
|    | Bom               | Zeemijn                        | Catapult             |
| 10 | Maarschalk        | Grootadmiraal                  | Koning               |
| 9  | Generaal          | Admiraal                       | Bisschop of Prins    |
| 8  | Kolonel           | Kapitein-ter-zee               | Hertog               |
| 7  | Majoor            | Luitenant-ter-zee 1e klas      | Graaf                |
| 6  | Kapitein          | Luitenant-ter-zee 2e klas (OC) | Baron                |
| 5  | Luitenant         | Luitenant-ter-zee 3e klas      | Ridder               |
| 4  | Sergeant          | Bootsman                       | Schildknaap          |
| 3  | Mineur            | Mijnenveger                    | Boogschutter         |
| 2  | Verkenner         | Verkenner                      | Boer                 |
| 1  | Spion             | Spion                          | Spion                |
|    | Vaandel           | Vlag                           | Vaandel              |